# Kap Enniberg

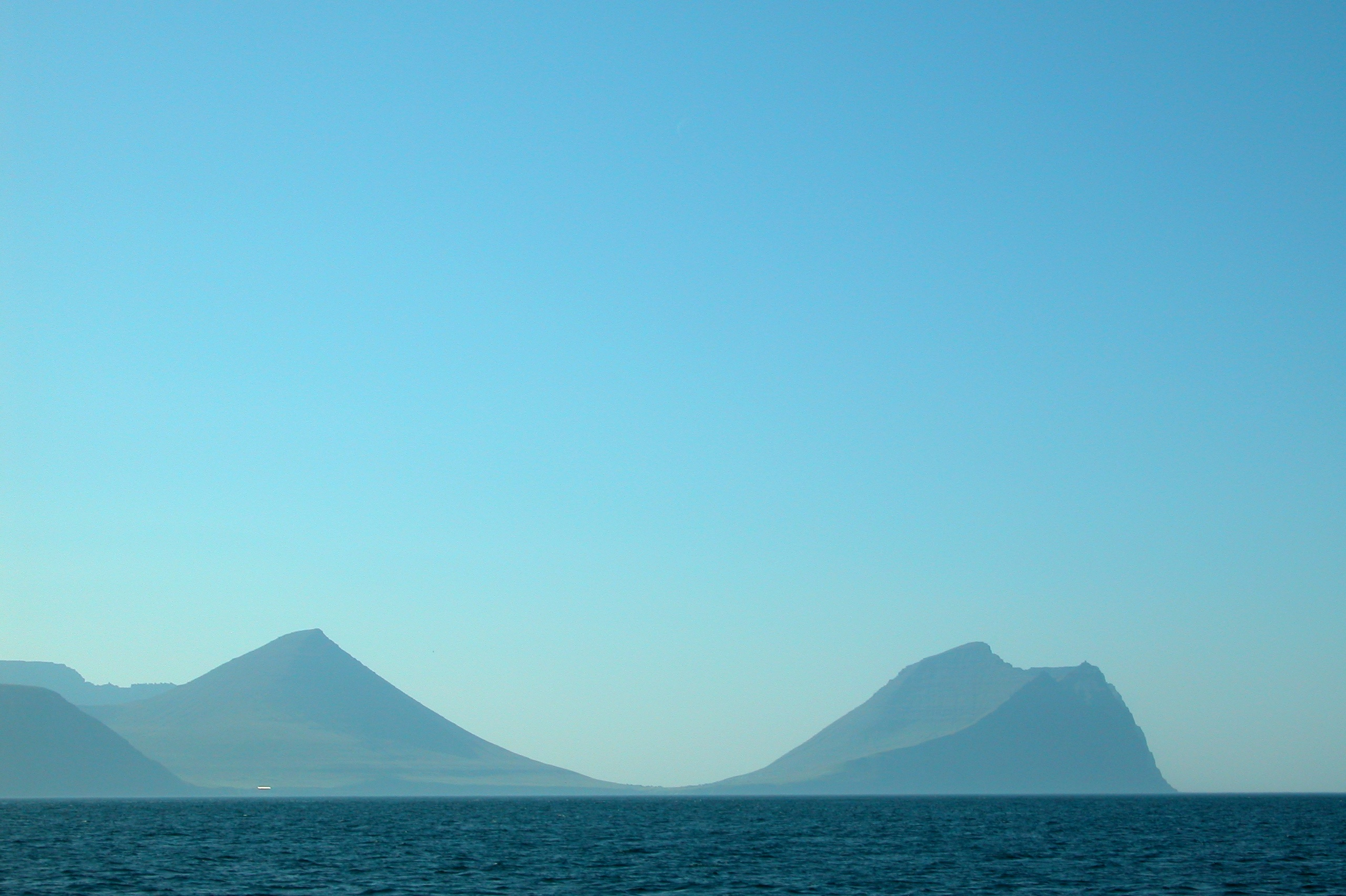
Enniberg (rechts). Viðareiði liegt in dem runden Tal etwa in der Mitte des Bildes.

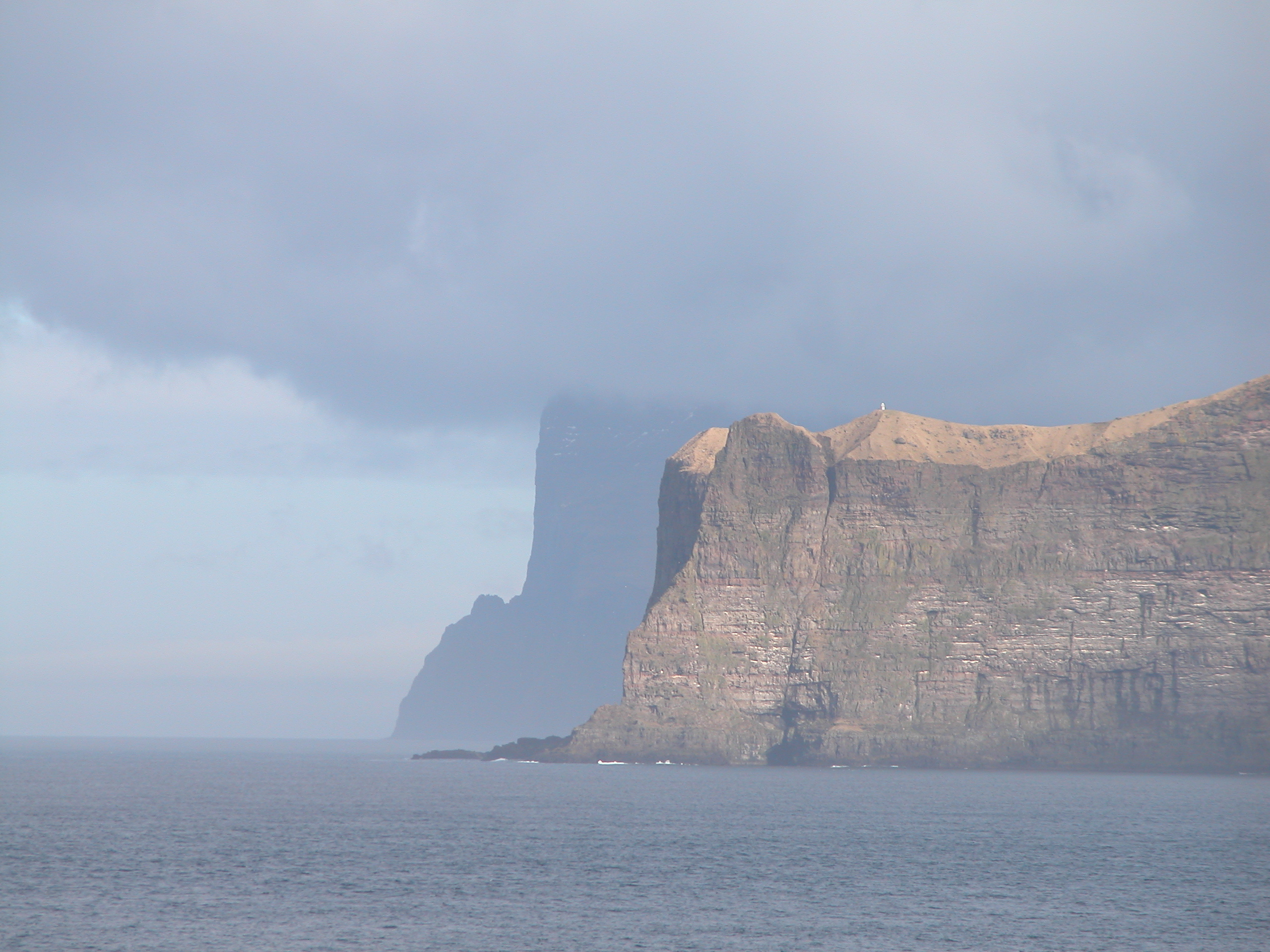
Die 754 Meter fast senkrecht abfallende Meeresklippe Enniberg

Kap Enniberg ist das Kap am nördlichsten Punkt der Färöer auf der Insel Viðoy. Es gehört mit 754 Metern zu den höchsten senkrechten Kliffs der Welt.
Von der Landseite sollten nur erfahrene Bergsteiger mit ortskundiger Begleitung den Aufstieg wagen. Als Wanderer kann man nur bis zu einer gewissen Höhe auf dem Weg problemlos gehen. Aber auch hier gilt, wie überall auf den Färöern: Nebel kann urplötzlich aufziehen und sich dann lange festsetzen.
Am südlichen Fuß des dazugehörigen 844 Meter hohen Berges Villingadalsfjall liegt der Ort Viðareiði.
Es werden, je nach Wetterlage, den ganzen Sommer hindurch Bootsfahrten zum Kap Enniberg angeboten. Es ist nicht nur wegen seiner imposanten Größe sehenswert, sondern auch wegen seiner berühmten Vogelkolonien. Es zählt damit zu den wichtigsten Zielen der Vogelkundler auf dem Archipel.
Mit 754 m über dem Meeresspiegel gilt Enniberg in der Regel als zweithöchste Meeresklippe Europas. Nur der recht steil abfallende Hang des Berges Hornelen auf der Insel Bremangerlandet in Norwegen ist mit 860 m noch höher. Da aber Enniberg im Gegensatz zum Hornelen nahezu senkrecht ins Meer abfällt, ziehen manche die Beschreibung als höchste senkrecht abfallende Meeresklippe Europas vor.